# Mehdi Shajari
Mehdi Shajari (* 1983 in Teheran) ist ein deutscher Augenchirurg, Hochschullehrer und Autor.

## Werdegang
Shajari studierte von 2003 bis 2009 an der Goethe-Universität Frankfurt und an der Cornell University in New York Humanmedizin. Er schloss das deutsche und amerikanische Staatsexamen (USMLE) ab und wurde 2010 promoviert. Nach seinem Medizinstudium arbeitete er zunächst als Unternehmensberater bei der Boston Consulting Group. Seine Facharztausbildung zum Augenarzt absolvierte er am Universitätsklinikum Frankfurt und am Klinikum der Universität München.
Als Professor für Augenheilkunde und Oberarzt mit dem Schwerpunkt Refraktive und Kataraktchirurgie arbeitet Shajari am Universitätsklinikum Frankfurt. Er ist der Erste Sprecher der jungen Augenärzte in der Deutschen Ophthalmologischen Gesellschaft, Vertreter der jungen Augenärzte Deutschlands in der European Society of Ophthalmology sowie Komiteemitglied in der European Society of Cataract and Refractive Surgery.
Shajari ist Autor von zahlreichen Peer-Reviewed-Fachartikeln. Er ist des Weiteren Autor in mehreren Fachbüchern der Augenheilkunde und Mitherausgeber des Buchs Cataract and Lens Surgery.